# Perkinsus
Perkinsus é um género de protistas do filo Perkinsozoa. O género foi criado em 1978 para melhor classificar a sua espécie-tipo, Perkinsus marinus, anteriormente conhecia como Dermocystidium marinum. São protozoários parasitas que infectam moluscos, sendo que alguns deles podem causar doenças e morte em massa nas povoações de moluscos. P. marinus é o mais conhecido, causador de uma doença chamada perkinsose, ou dermo, em ostras cultivadas e silvestres.
Em 2004 havia seis espécies válidas dentro do género. Desde então foram descritas pelo menos mais duas.
As espécies do género e os seus hóspedes comuns incluem os seguintes exemplares:
- Perkinsus andrewsi parasita da ameixa-báltica Macoma balthica.[5]
- Perkinsus beihaiensis parasita das ostras Crassostrea hongkongensis e Crassostrea ariakensis.[3]
- Perkinsus chesapeaki encontrado na amêijoa Mya arenaria.[6]
- Perkinsus honshuensis encontrado na amêijoa de Manila Venerupis philippinarum.[4]
- Perkinsus marinus parasita da ostra atlântica norteamericana Crassostrea virginica.
- Perkinsus mediterraneus parasita da ostra europeia Ostrea edulis.[7]
- Perkinsus olseni (syn. P. atlanticus) parasita da peneira Haliotis rubra e da amêijoa-fina (Ruditapes decussatus).[8]
- Perkinsus qugwadii encontrado na vieira Patinopecten yessoensis.

P. andrewsi e P. chesapeaki poderiam ser, na verdade, a mesma espécie; como esta última foi descrita antes, o nome P. andrewsi deveria ser considerado sinónimo.